# Омський метрополітен
Омський метрополітен (рос. Омский метрополитен) — недобудована лінія метрополітену в місті Омськ, Росія. Планувалося що метрополітен стане другим в Сибіру після Новосибірського метро, та восьмим на території Росії.

## Історія

### Початок
Перші розмови про необхідність метрополітену в Омську виникли наприкінці 1960-х років, але це були лише плани проєктувальників на віддалену перспективу. Фактично розробка детального проєкту почалася лише в середині 1980-х років, невдовзі після того як населення міста перевищило 1 мільйон. У 1986 році Держпланом СРСР було затверджене техніко-економічне обґрунтування проєкту, та почалося фінансування геолого-розвідувальних та проєктувальних робіт. Але невдовзі почалися проблеми з фінансуванням, у 1989 році у зв'язку з кризою в економіці, фінансування будівництва всіх метрополітенів урядом СРСР було призупинено. Поновилося фінансування лише після розпаду СРСР, у 1992 році була створена дирекція будівництва метро, незабаром почалися і будівельні роботи. За проєктом передбачалося будівництво першої черги лінії в складі п'яти станцій, від станції з проєктною назвою «Робоча» до «Маршала Жукова» завдовжки в 6,7 км. Всі станції першої черги мали бути розташовані на правому березі Іртиша. Але згодом через урбанізацію пост-радянського простору, запланована лінія стала невигідною, тож затвердили новий проєкт. Він передбачав 6 станцій першої черги першої лінії, але згодом першу чергу скоротили до 4 станцій: Бібліотека ім.Пушкіна, Зарічна, Кристальна і Соборна. Почалося будівництво. Відкриття 4 станцій планувалося до 300-річчя міста, але будівельники не встигли в терміни через велике недофінансування. До 2019 року Станція Бібліотека ім.Пушкіна була готова для оздоблення, але через ще більше недофінансування це не було зроблено, підземний перехід, який побудували разом з станцією таки відкрили, а вхід на станцію закрили тимчасовою стіною. Загалом перша черга метро в Омську на 2021 рік готова на 30%. Станції Зарічна і Кристальна готові разом на 10%, вириті котловани (адже всі 4 станції мілкого закладання) але ось вже 5 років станції занедбані, тож поросли бур'янами й травою.

### Переформатування проєкту
Наприкінці 1990-х повстало питання переформатування проєкту. Якщо спочатку лінія планувалася насамперед для підвезення працівників до промислових об'єктів міста, то згодом стало зрозуміло що в умовах спаду виробництва та закриття багатьох підприємств майбутня лінія не вирішить транспортних проблем міста та матиме вкрай низький пасажиропотік. Фактично в умовах низького фінансування, за перші 10 років будівництва було споруджено лише один перегінний тунель та викопані котловани двох майбутніх станцій. У 2003 році тодішнім губернатором області Полежаєвим було прийняте рішення змінити напрямок будівництва. За новим проєктом перша черга лінії з 4 станцій завдовжки приблизно в 7 км, мала з'єднати центр міста з лівобережними житловими районами. За цим проєктом в першу чергу передбачалося будівництво дворівневого суміщеного мостового переходу через Іртиш, на верхньому рівні якого планувалося організувати рух автотранспорту а на нижньому прокласти колії метрополітену.

### Активне будівництво

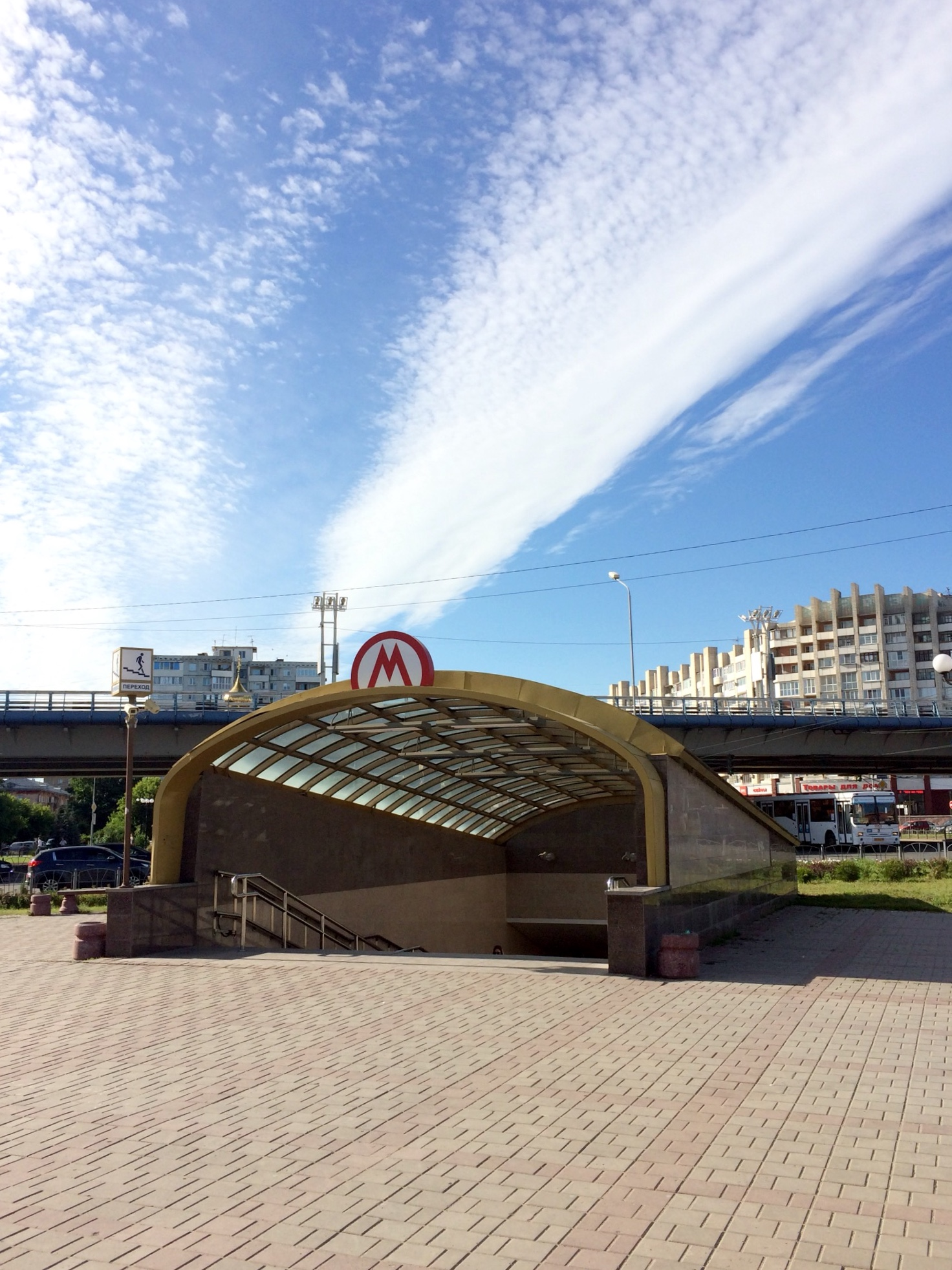
Вихід з недобудованої станції «Бібліотека імені Пушкіна»

Після затвердження нового проєкту, починаючи з 2003 року розпочалося активне будівництво. Вже у 2005 році відкрився верхній рівень дворівневого метромосту через Іртиш, також за допомогою тунелебудівної машини активно будувалися тунелі. Станом на літо 2009 року будівництво велося на трьох з чотирьох станцій першої черги. Але у наступному році федеральний уряд відмовився співфінансувати проєкт, на той час було виконано лише приблизно 26 % від запланованих робіт. У наступному році уряд все ж виділив невеликі кошти й будівництво поновилося, велися активні тунельні роботи та добудовувалася станція «Бібліотека імені Пушкіна». На початку вересня 2011 року був відкритий підземний вестибюль станції «Бібліотека імені Пушкіна», який стали використовувати як підземний перехід. 
Починаючи ще з 2008 року владою різних рівнів почала називатися навіть точна дата відкриття метро, запевнялося, що метрополітен обов'язково буде відкритий у 2016 році як подарунок до трьохсотріччя міста. Але федеральних коштів в необхідному обсязі до міста так і не надійшло, у 2013 році був виділений лише 1 млрд рублів з необхідних для завершення будівництва 30 мільярдів.

### Зупинка будівництва
На початку 2014 року стало зрозуміло що до ювілею міста метро точно не побудують. На той час було виконано лише 36 % будівельних робіт, на завершення будівництва в цінах того року було необхідно 24 мільярда без урахування коштів на рухомий склад. На початку 2015 року збанкрутів генпідрядник будівництва компанія Мостовик, в тому ж році будівництво майже повністю припинилося, велися лише мінімальні роботи на деяких об'єктах. У наступні роки ніяких робіт на початковій ділянці не велося.

## Сучасний стан
Станом на кінець 2021 року будівництво метрополітену не ведеться вже декілька років. За весь час будівництва було прорито майже всі перегонні тунелі між станціями першої черги (приблизно 7 км), був збудований дворівневий мостовий перехід через Іртиш, та здана під оздоблення станція Бібліотека ім. Пушкіна з підземним вестибюлем. Всього в будівництво за різними оцінками було вкладено від 13 до 20 млрд рублів. Весь час з моменту припинення будівництва, владою міста та області ведуться розмови про можливість використання побудованої інфраструктури. Обговорювався проєкт переформатування лінії в швидкісний трамвай за прикладом Волгоградського метротраму, але через відсутність коштів далі розмов діло не пішло. На початку 2019 року влада вирішила відмовитися від будівництва та законсервувати збудовані об'єкти
, але за розрахунками це потребує також чималих коштів, а останніми роками в бюджеті закладаються лише невеликі кошти на відкачку води з тунелів. Занедбані об'єкти у суворому сибірському кліматі поступово руйнуються, подальша доля метрополітену невідома.

## Галерея

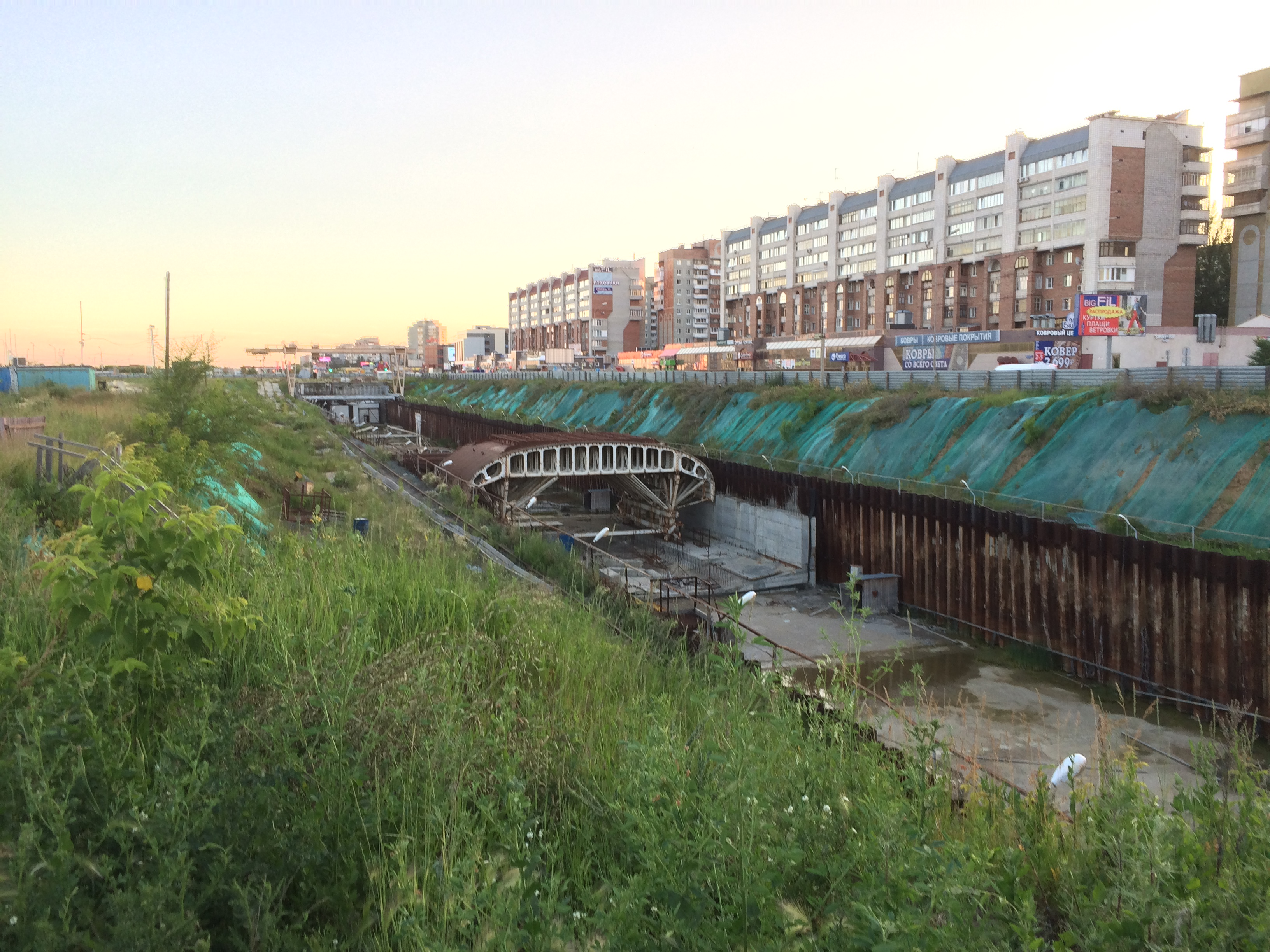
Котлован майбутньої станції «Зарічна»
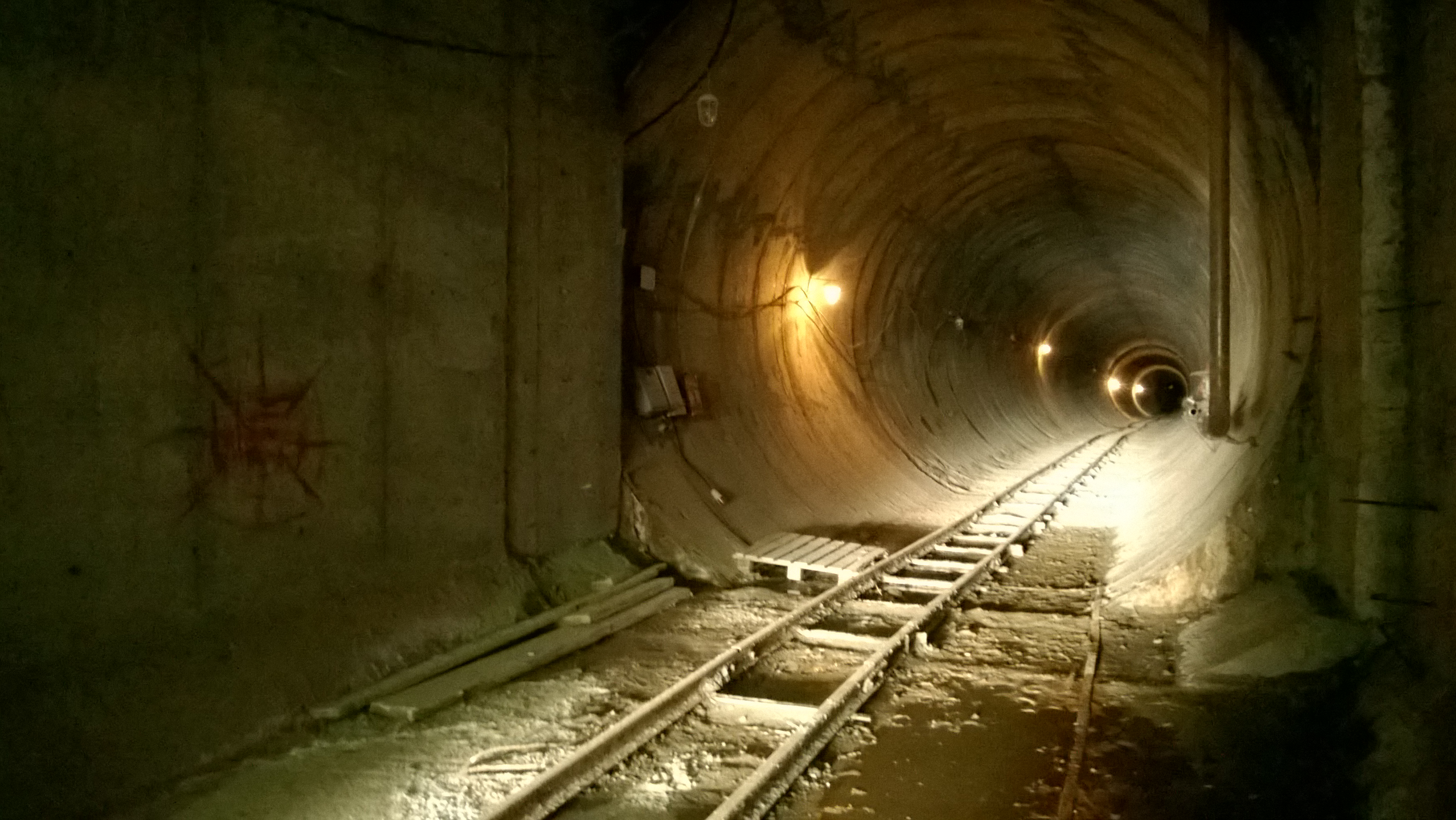
Стан одного з занедбаних тунелів
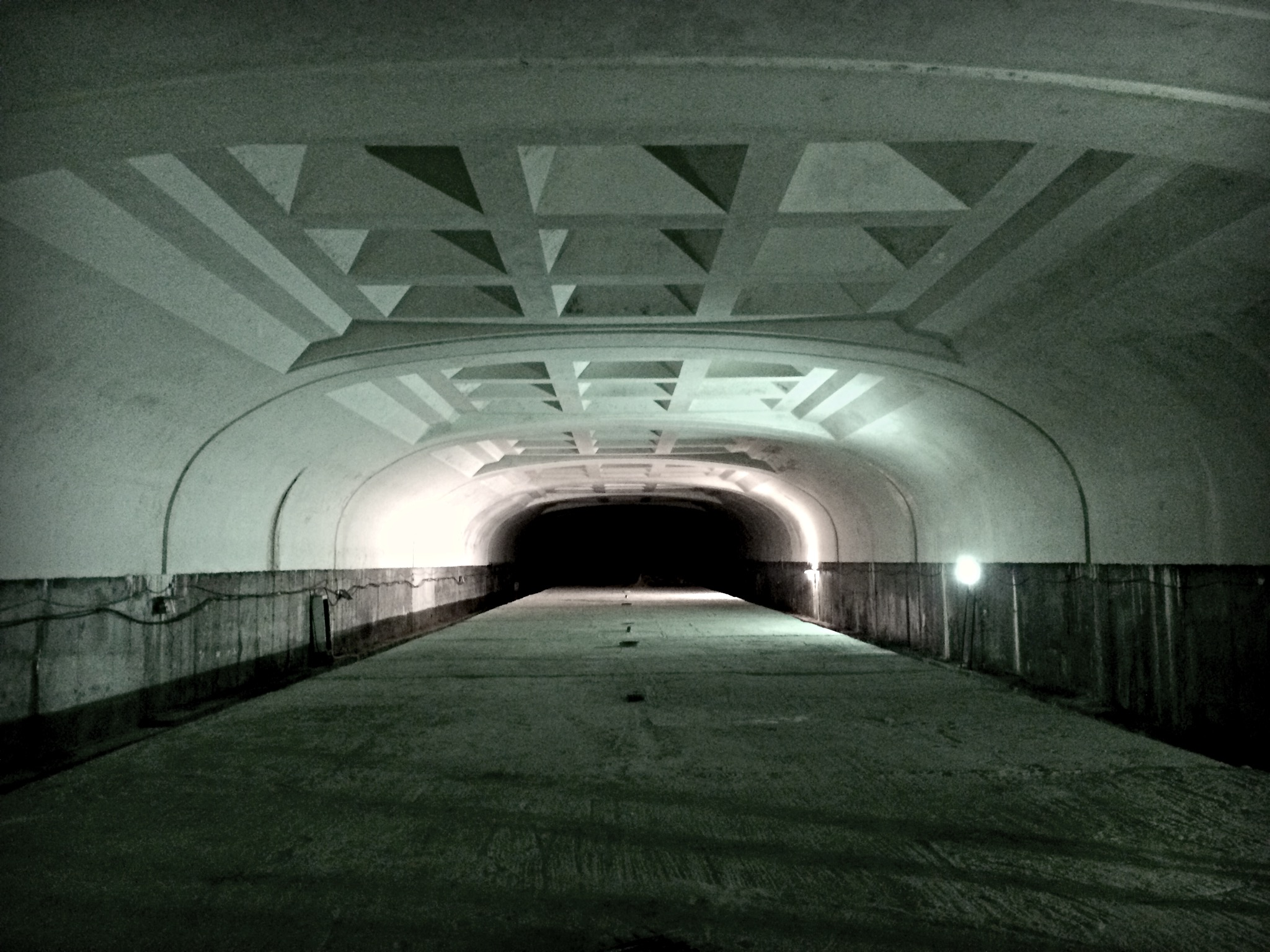
Єдина збудована станція «Бібліотека імені Пушкіна»
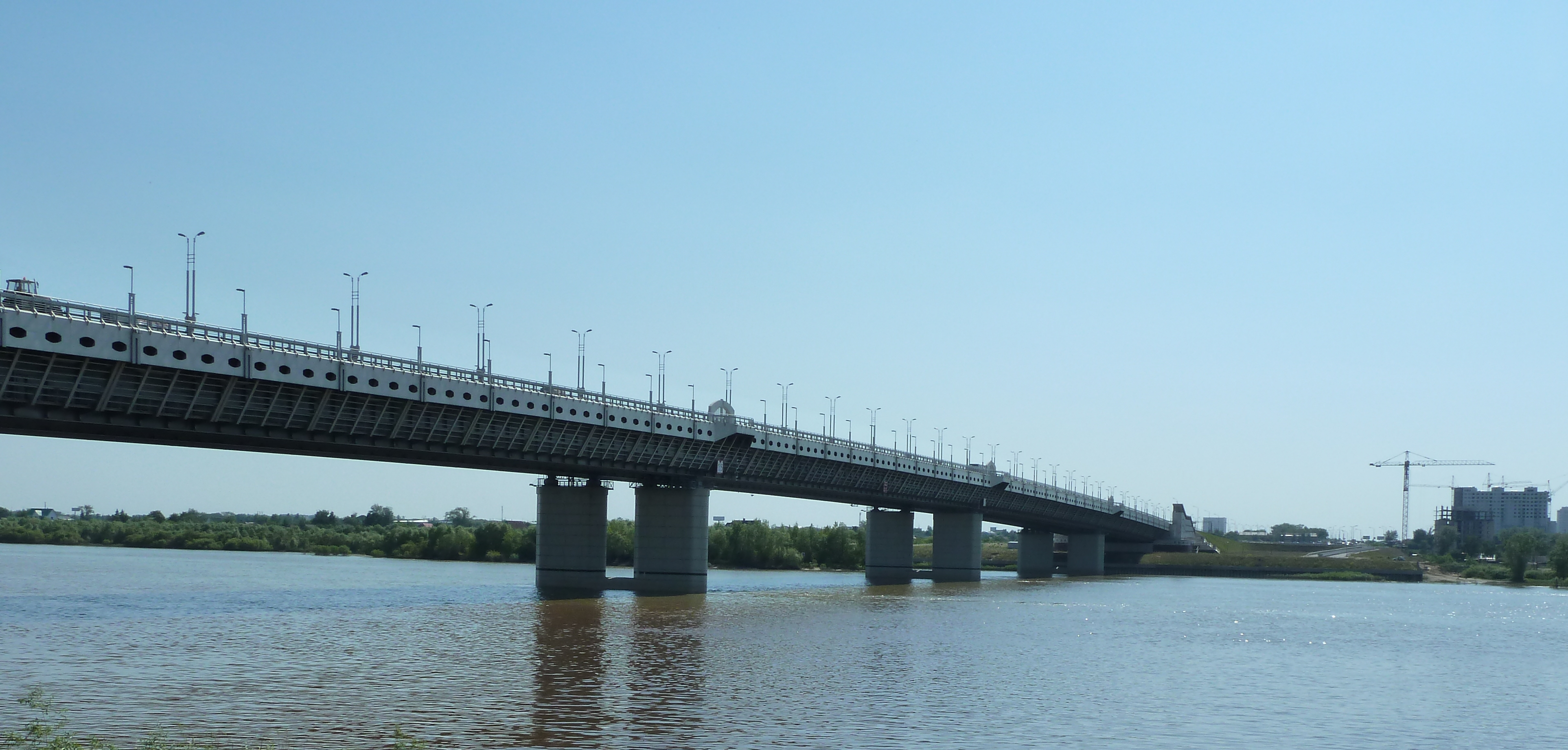
Дворівневий міст «60 років Перемозі», на нижньому рівні якого мали курсувати потяги метро